# David McGoldrick
David James McGoldrick, detto Dave (Nottingham, 29 novembre 1987) è un calciatore inglese naturalizzato irlandese, attaccante del Notts County.

## Carriera

### Club
Ha giocato nella prima e nella seconda divisione inglese.

### Nazionale
Tra il 2014 ed il 2020 ha totalizzato complessivamente 14 presenze ed un gol con la maglia della nazionale irlandese.